# Hauptstraße 240 (Mönchengladbach)

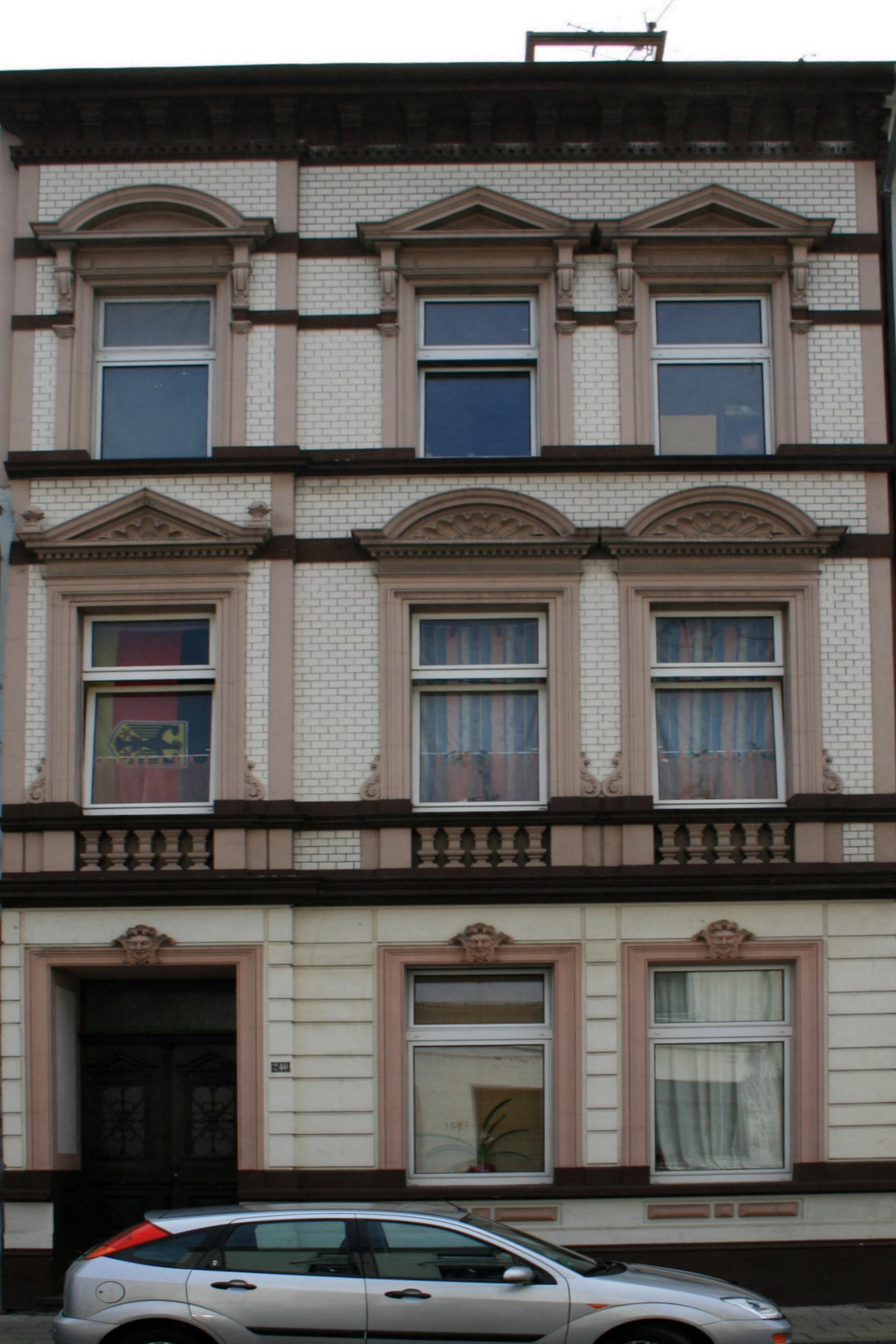
Wohnhaus (2010)

Das Wohnhaus Hauptstraße 238 steht im Stadtteil Rheydt in Mönchengladbach (Nordrhein-Westfalen).
Das Gebäude wurde 1888 erbaut. Es wurde unter Nr. H 040  am 15. Dezember 1987 in die Denkmalliste der Stadt Mönchengladbach eingetragen.

## Architektur
Das Wohnhaus in der Hauptstraße 240 wurde 1888 errichtet. Es ist in 3:3 Achsen aufgeführt. Seine waagerechte Gliederung erfährt es durch Sohlbänke und Geschossgesimse, die senkrechte Gliederung durch einen risalitartigen Versprung der rechten Achse. Unter einem Satteldach schließt das Gebäude ab.